# شكرجاي
شكرجاي هي بلدة في مقاطعة كسبي في ولاية قشقداريا في أوزبكستان.